# Guvernoratul Alep

Localizarea guvernoratului în Siria

Guvernoratul Alep (în arabă: محافظة حلب‎, Muḥāfaẓat Ḥalab, kurdă: پارێزگای حەسیچە/Parêzgeha Haleb) este un guvernorat în partea nord-vestică a Siriei, fiind cel mai populat dintre toate (cu peste 4 milioane de locuitori). Capitala sa este orașul Alep, cel mai mare din stat.